# Pascal Chrétien
Pascal Chrétien, né le 7 avril 1968, est un ingénieur en électronique et aéronautique australo-français, concepteur et pilote du premier hélicoptère entièrement électrique, le Solution F/Chretien Helicopter (en).

## Biographie
Pascal Chrétien obtient deux licences de pilote professionnel d'hélicoptère au Canada en 1993 et en Australie en 1994, avec une expérience du travail aérien et des tests en vols.
Il innove depuis 2002 dans la propulsion hybride et les transmissions électromagnétiques appliquées aux aéronefs,,. Il détient entre autres plusieurs brevets dans ce domaine.
Pilote professionnel d’hélicoptère et ingénieur électronique spécialisé en électromagnétisme, Pascal Chrétien conçoit, construit et fait voler le premier hélicoptère au monde à propulsion électrique piloté par un humain les 4 et 12 août 2011,,,.
C'est pour la compagnie française Solution F  qu'il a conçu et construit cet hélicoptère. Pour son hélicoptère et pour son vol record, il reçoit le « Guinness World Record » et le prix IDTechEx Electric Vehicles Land Sea & Air award (USA),. Le prototype est exposé au Musée de l'air et de l'espace du Bourget dans le Hall Hélicoptères.

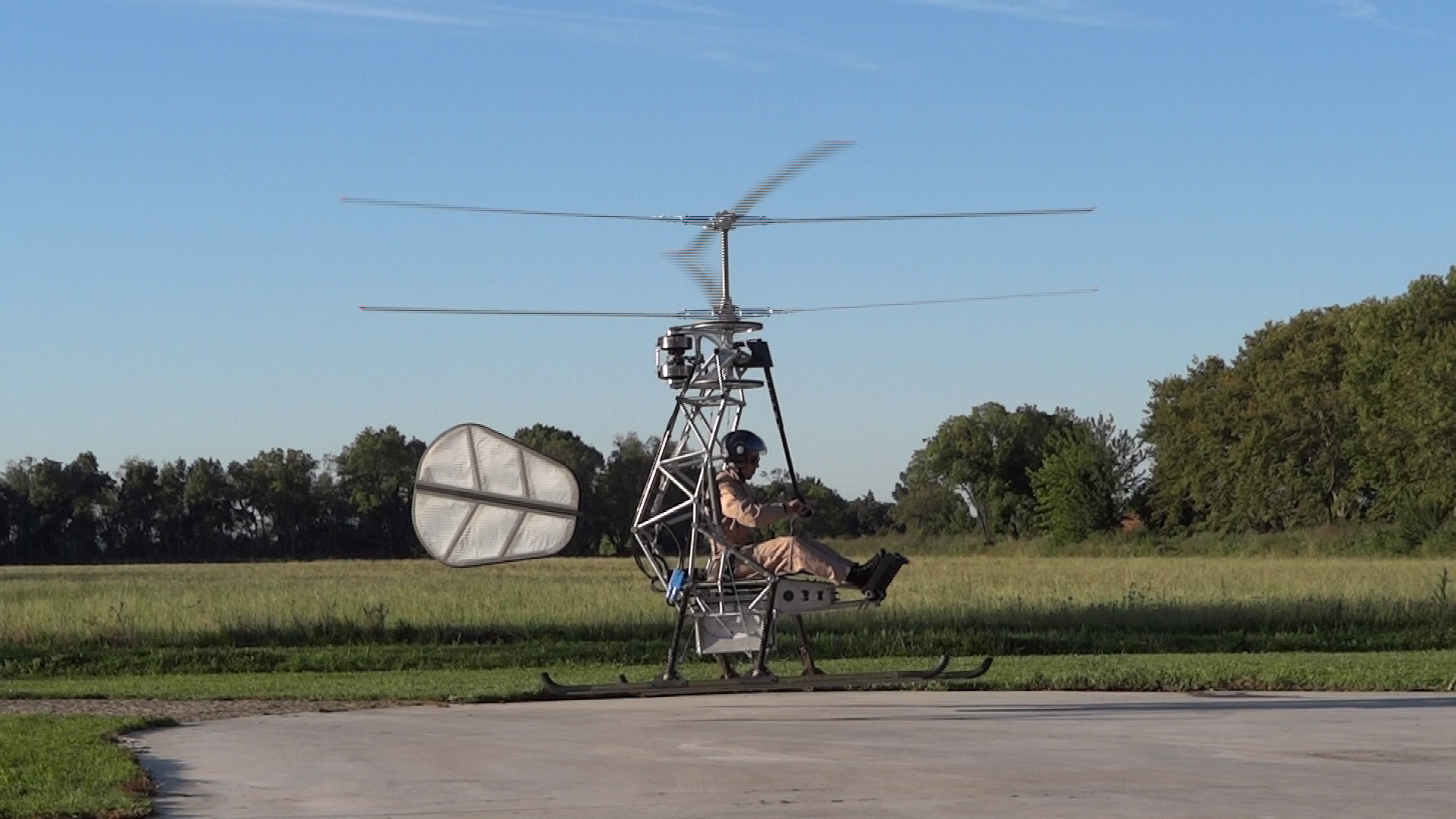
Premier vol d'un hélicoptère électrique en août 2011, effectué en France par Solution F et Pascal Chrétien.